# Claude Williams
Claude Gabriel Williams (Muskogee, 22 februari 1908 - Kansas City, 25 april 2004) was een Amerikaanse jazzviolist, -gitarist en nu en dan ook zanger van de swing.

## Biografie
Williams was de zoon van een smid en speelde al op 10-jarige leeftijd mandoline, cello, banjo en gitaar, o.a. in de band van zijn zwager Ben Johnson. Hij begon met jazz, toe hij in zijn geboorteplaats de doorreizende Joe Venuti hoorde. In 1927 was hij lid van het familieorkest van Doc Pettiford (met diens zoon Oscar) en in hetzelfde jaar bij de Twelve Clouds of Joy in Tulsa onder Terrence Holder (die voor Andy Kirk de band leidde), met wie hij in 1928 zijn eerste opnamen maakte en in 1930 in New York was. De bandpianiste Mary Lou Williams arrangeerde enkele van zijn composities. In Kansas City was hij ook lid van de band van Eddie Cole (waarin ook diens broer Nat King Cole speelde), Alphonse Trent, George E. Lee (waar hij volgens eigen herinnering Charlie Parker steun verleende) en in 1936/37 de voorganger van Freddie Green in de Count Basie-Band. 
Hij voerde weliswaar meermaals de DownBeat-polls aan, maar vertrok omdat zijn spel de impresario van de Basie-band John Hammond niet beviel. Omdat hij om deze reden hoe dan ook bij Basie geen soli mocht spelen, zag Williams dit achteraf als meevaller. In de legendarische jamsessies van Kansas City vormde zich ook zijn vioolstijl, toen hij zich in soli tegen de dominerende saxofonisten als Lester Young, Herschel Evans en Ben Webster  moest doorzetten. Williams speelde tijdens de jaren 1940 met een WPA-band in Michigan, in Chicago met The Four Shades of Rhythm en in New York o.a. met het kwintet van Austin Powell. Vanaf 1950 gebruikte hij voor zijn viool elektrische versterkers. In 1951/52 speelde hij in Los Angeles met Roy Miltons Blues Band en verhuisde daarna weer naar Kansas City. Hij speelde o.a. met Buddy Tate, Don Byas (zoals hij uit Muskogee), vanaf 1953 in een eigen combo met Eddie 'Cleanhead' Vinson en Hank Jones en – tijdens de jaren 1970 – met de Kansas City-jazzlegende Jay McShann (ook uit Muskogee, samen namen ze in 1972 The Man from Muskogee op). Als een van de laatste overlevende swingmuzikanten van de Kansas City-jazz beleefde hij tijdens de jaren 1980 een comeback met optredens op televisie, de revue Black and Blue (1989), concerten in het Lincoln Center, de Carnegie Hall, enkele Europese tournees (waarbij o.a. Call for the Fiddler in 1976 ontstond bij SteepleChase Records, met Horace Parlan) en in het Witte Huis bij Bill Clinton.

## Overlijden
Claude Williams overleed in april 2004 op 96-jarige leeftijd. Hij werd in 1989 opgenomen in de Oklahoma Jazz Hall of Fame.